# Edwin Muir
Pour les articles homonymes, voir Muir.
Edwin Muir, né le 15 mai 1887 et mort le 3 janvier 1959, est un poète, traducteur, romancier et critique écossais.
Ses ouvrages sont fortement inspirés des événements de sa vie et il est lui-même influencé par de nombreux écrivains, Nietzsche notamment. Il travaille avec sa femme sur la traduction d'ouvrages allemands.

## Biographie
Edwin Muir naît en 1887 et grandit dans l’exploitation agricole familiale à Folly dans le comté de Deerness sur l’île de Mainland, l’île principale des Orcades. Il est le plus jeune de six enfants. En 1901, à ses quatorze ans, son père perd la ferme à cause de loyers trop élevés et la famille déménage à Glasgow. Le changement de mode de vie est compliqué pour la famille Muir, elle passe d’un monde agricole à un monde industriel. Très rapidement, dans les cinq années qui suivent, son père, deux de ses frères et sa mère meurent.

Adolescent et sans diplôme, il enchaîne les métiers pénibles, dans les bureaux et les usines dont une qui transforme les os en charbon.
« Il a souffert psychologiquement de la manière la plus destructive qui soit, même si peut être que ces expériences ont été autant bénéfiques pour le poète du futur son jardin d’Eden sur les Orcades. »
Il apprend seul l’allemand et lit du Nietzsche. Il commence à écrire de la poésie en 1913, mais, après quelques années, décide de suivre une carrière de journaliste. En 1919, Edwin Muir rencontre et se marie avec Willa Anderson, et le couple déménage à Londres, puis dans le Surrey où leur fils unique, Gavin, naît en 1967. À ce propos, Muir écrit simplement : 
« Mon mariage a été l’événement le plus heureux de ma vie. »
Willa naît en 1890 et meurt en 1970. Elle est diplômée en lettres classiques de l’université de St Andrews et travaille avec Edwin Muir. Ensemble, ils traduisent des œuvres allemandes vers l’anglais, de Gerhart Hauptmann, Sholem Asch, Heinrich Mann, Hermann Broch et principalement de Franz Kafka. Leurs travaux permettent d’attirer les lecteurs anglais vers des auteurs germaniques. Ils traduisent Le Château (Das Schloß) dans les six ans qui suivent la mort de Franz Kafka. Willa en est la principale contributrice. Elle écrit dans son journal que la plupart des traductions étaient de son fait, précisant : « Il [Edwin] m’aidait seulement. » Entre 1921 et 1923, ils parcourent l’Europe et habitent à Prague, Dresde, Salzbourg et Vienne ; ils retournent ensuite vivre au Royaume-Uni en 1924. En 1958, Edwin et Willa Muir se voient accorder le tout premier prix de traduction Johann-Heinrich-Voss. Edwin Muir meurt en 1959 et est enterré dans le village de Swaffham Prior, dans le comté de Cambridgeshire en Angleterre.
En 1962, un banc mémorial est édifié en l’honneur d’Edwin Muir dans le village de Swanston, à Edinburgh, où il a passé du temps dans les années 1950.

## Influence de son enfance dans ses œuvres
Edwin Muir s’inspire de son enfance dans les Orcades pour la plupart de ses poèmes. Il est marqué par les événements de son enfance et compare le déménagement de sa famille des Orcades vers Glasgow à un déplacement du jardin d’Eden vers l’Enfer. Son enfance dans les Orcades, endroit reclus et rural, représente un jardin d’Eden pour Edwin Muir, tandis que le départ de sa famille vers la ville correspond, dans son esprit, à une rencontre avec le monde « déchu ». Cette opposition entre le bien et le mal façonne la plupart de son travail et influence grandement sa vie.
Dans son autobiographie, il écrit : « La vie de chaque homme est une performance sans fin répétée de la vie de l’Homme. » Il est également persuadé que les actions des hommes sur Terre représentent « un mythe que nous vivons presque sans le savoir ».
La citation suivante exprime l’état d’esprit d’Edwin Muir :
« Je suis né avant la Révolution industrielle, et j’ai maintenant deux cents ans. Mais j’ai sauté cent cinquante ans. Je suis réellement né en 1737, et jusqu’à mes quatorze ans je n’ai eu aucun problème avec la temporalité. Ensuite, en 1751, je suis parti des Orcades pour aller à Glasgow. A mon arrivée, j’ai découvert que nous n’étions pas en 1751, mais en 1901, et que cent cinquante ans s’étaient écoulés pendant mes deux jours de voyage. Mais j’étais moi-même encore en 1751 et j’y suis resté pendant un long moment. Depuis, toute ma vie, j’ai essayé de réparer cette marge invisible. Pas étonnant que je sois obsédé par le Temps. »
Chacun de ses trois romans traitent d’un aspect autobiographique de sa vie avec un adolescent comme personnage principal.

Selon Elgin W. Mellown, dans Wisconsin Studies in Contemporary Literature :
« Les trois romans de Muir font très certainement partie intégrale de son développement personnel et artistique, mais comment est-il considéré en tant qu’écrivain ? A cause de sa production et de sa portée limitées, il se démarque évidemment du développement du roman moderne. Toutefois l’usage de thèmes et d’événements pourtant personnels et universels, mérite plus de reconnaissance qui lui a été attribuée en tant qu’écrivain ; son travail met en relation ses romans et ses poèmes avec le travail d’un nombre non négligeable d’auteurs autobiographiques des années 1920 et 1930. »

## Carrière
Au cours des années 1920, Edwin Muir acquit une réputation assez importante en tant que critique, notamment grâce à Latitudes (1924) et The Structure of the Novel (1928). Il décide, à la même période, se reconcentrer sur la poésie et commence à collaborer avec sa femme sur les traductions. Entre 1925 et 1956, Edwin Muir publie sept volumes de poésie qui sont récupérés après sa mort et publiés en 1991 sous le nom de The Complete Poems of Edwin Muir. De 1927 à 1932, il publie trois romans et, en 1935, il écrit le controversé Scott and Scotland, publié en 1936.
Dans cet ouvrage, Muir offense les nationalistes écossais. Il soutient que l’Écosse ne peut créer une littérature nationale qu’en écrivant en anglais et non en gaélique écossais ; une opinion qui le place en opposition frontale avec le mouvement Lallan de Hugh MacDiamid.  Au cours des années 1930, étant financièrement stable et professionnellement établi en tant que critique et traducteur, Edwin Muir entreprend de nombreux projets, la biographie de John Nox entre autres. En 1939, à St Andrews, Muir vit une expérience religieuse et à partir de ce moment, se considère comme véritablement chrétien, en voyant la chrétienté comme étant aussi révolutionnaire que le socialisme.
De 1945 à 1949, il est directeur du British Council de Prague puis de celui de Rome. En 1950, il est nommé directeur du Newbattle Abbey College, un établissement de formation pour les hommes de la classe ouvrière à Midlothian où il rencontre un collègue poète orcadien, George Mackay Brown. En 1955, il est professeur à Harvard. Il retourne en Grande-Bretagne en 1959.
Son style particulier et philosophique ainsi que sa manière d’écrire la poésie lui ont valu d’être connu vers la fin de sa vie.
Pendant la majeure partie de sa carrière, Edwin Muir n’est pas très connu car il ne s’identifie pas aux courants principaux de la poésie moderne et subit des critiques tout au long de sa carrière. Il n’entre pas facilement non plus dans le monde littéraire car il ne s’associe pas avec d’autres écrivains de son époque. À la place, sa réputation en tant que critique et sa popularité grandissent progressivement en même temps que ses compétences poétiques se développent, résultant en de nombreuses récompenses qui rendent hommage à sa contribution à la littérature britannique.

Joseph H. Summers, dans The Massachusetts Review, appelle la réussite d’Edwin Muir en poésie ainsi que sa prose « plus large que le purement littéraire » :
« Il n’a pas partagé dans l’attente de défier la poésie, ou le langage, ou même l’imagination humaine. Implicite dans toutes ses œuvres, c’est la reconnaissance qu’il existe des choses plus importantes que la littérature; la vie et l’amour, le monde physique, l’esprit individuel : ces choses dans lesquelles l’homme religieux reconnaît immédiatement le travail de Dieu. Le triomphe de Muir était moins dans le domaine de la communication que dans le domaine beaucoup plus difficile de la sensibilité, de la perception, de la sagesse, les choses qu’il communiquait. C’était une réussite qui n’a été rendu possible seulement, dans le paradoxe familier, que par l’humilité. »
La critique Elizabeth Huberman écrit dans The Poetry of Edwin Muir: The Field of Good and Ill :
« [Les thèmes d’Edwin Muir sont] les thèmes traditionnels des grands poètes, de l’époque d’Homère à aujourd’hui : la lutte entre le bien et le mal au sein de l’individu, de la société, de l’univers; la perte de l’innocence et la quête pour la récupérer; la nature de la destinée humaine; le pouvoir destructeur du temps; la joie authentique et le pouvoir de l’amour. En même temps, Edwin Muir avait la force de supporter cela à sa façon, selon ses propres conditions. Qu’il emprunte les figures et les mythes dans lesquels il dramatise les thèmes d’Homère et Sophocle, de la Bible et de John Milton, ou qu’il les trouve dans des événements contemporains ou dans ses rêves, il a toujours remanié ces emprunts pour correspondre à sa vision particulière, pour apporter sa signature particulière. »
Edwin Muir suscite toujours de l’intérêt au XXIe siècle, notamment pour son style de poésie et son questionnement sur la nature humaine.

## Œuvres populaires
Œuvres populaires

### Œuvres d'Edwin Muir
Variations on a Time Theme (1934)
Journeys and Places (1937)
The Narrow Place (1943)
The Voyage (1946)
The Labyrinth (1949)
New Poems (1951)
One Foot in Eden (1956)
Collected Poems (1925-1956)

### Traductions d’Edwin Muir et de Willa Muir
Power de Lion Feuchtwanger, New York, Viking Press (1926)
The Ugly Duchess: A Historical Romance de Lion Feuchtwanger, Londres, Martin Secker (1927)
Two Anglo-Saxon Plays: The Oil Islands and Warren Hastings, de Lion Feuchtwanger, Londres, Martin Secker (1929)
Success: A Novel de Lion Feuchtwanger, New York, Viking Press (1930)
The Castle de Franz Kafka, Londres, Martin Secker (1930)
The Hill of Lies deHeinrich Mann, Londres, Jarrolds (1934)
Mottke, the Thief deSholem Asch, New York, G.P. Putnam’s Sons (1935)
The Unknown Quantity deHermann Broch, New York, Viking Press (1935)
The Jew of Rome: A Historical Romance de Lion Feuchtwanger, Londres, Hutchinson (1935)
The Loom of Justice de Ernst Lothar, New York, G.P. Putnam's Sons (1935)